# Łódzki Klub Miłośników Fotografii
Łódzki Klub Miłośników Fotografii – stowarzyszenie fotograficzne utworzone w 1916 roku z inicjatywy grupy łódzkich fotografów zawodowych przy współudziale łódzkich miłośników sztuki fotograficznej.

## Historia
Członkami założycielami Łódzkiego Klubu Miłośników Fotografii byli Rudolf Kürbitz, Artur Pieńkowski, Siegfried Fischer, Bronisław Krüger, Cesar Stark, Alfred Kurtzweg oraz Rudolf Hüffer. Statut stowarzyszenia zaakceptowano w lipcu 1918 roku. Pierwszym, wieloletnim (1916–1932) prezesem Zarządu ŁKMF był Rudolf Kürbitz - właściciel zakładu fotograficznego położonego przy ulicy Piotrkowskiej (od 1931 roku członek rzeczywisty Fotoklubu Polskiego). 
W 1922 roku Łódzki Klub Miłośników Fotografii był organizatorem pierwszej wystawy fotograficznej członków ŁKMF, która miała miejsce w Muzeum Nauki i Sztuki w Łodzi. Na ekspozycji zaprezentowano 170 fotografii (prac w technikach szlachetnych) 20 członków stowarzyszenia. W 1927 roku ŁKMF był współorganizatorem Ogólnopolskiej Wystawy Fotografii Artystycznej w Łodzi, zaprezentowanej w Galerii Miejskiej. Na ekspozycji zaprezentowano 358 fotografii 42 amatorów sztuki fotograficznej Łódzkiego Klubu Miłośników Fotografii oraz innych artystów fotografów z Krakowa, Lwowa, Łodzi, Poznania, Warszawy, Wilna (m.in. Rudolfa Kürbitza, Jana Bułhaka, Tadeusza Cypriana, Janiny Mierzeckiej, Henryka Mikolascha, Tadeusza Wańskiego). W 1934 roku Łódzki Klub Miłośników Fotografii był inicjatorem prezentacji Wystawy Fotografii Sowieckiej w Muzeum Sztuki w Łodzi – wystawy zorganizowanej przez Polskie Towarzystwo Fotograficzne. W 1935 roku ŁKMF był organizatorem konkursu fotograficznego Łódź i województwo łódzkie w świetle fotografii - konkursu zakończonego wystawą pokonkursową, która była ostatnią ekspozycją zorganizowaną przez Łódzki Klub Miłośników Fotografii. 
W 1936 roku po raz ostatni zmieniono i zatwierdzono statut stowarzyszenia. W tym samym roku Łódzki Klub Miłośników Fotografii zakończył działalność. 
Na bazie Łódzkiego Klubu Miłośników Fotografii – w 1947 roku powołano Klubu Miłośników Fotografii Polskiej YMCA w Łodzi.

## Działalność
Działalność Łódzkiego Klub Miłośników Fotografii miała na celu zrzeszenie rozproszonych miłośników sztuki fotograficznej oraz artystów fotografów, propagowanie rozwoju fotografii oraz sztuki fotograficznej, organizowanie wystaw, konkursów i warsztatów (kursów) fotograficznych. Członkowie ŁKMF mieli do dyspozycji klubowy sprzęt fotograficzny. Spotkania członków i sympatyków organizowano raz w miesiącu. Klub dysponował własnym lokalem przy ulicy Rozwadowskiej, własną przestrzenią wystawienniczą oraz własną, specjalistyczną biblioteką.